# 瑶山南星
瑶山南星（学名：Arisaema sinii）是天南星科天南星属的植物。分布于中国大陆的贵州、湖南、广西、云南等地，生长于海拔1,000米至2,300米的地区，多生于山谷密林中，目前尚未由人工引种栽培。

## 别名
独角莲（广西龙胜） 三角条（贵州溶江）